# فهرست کشورها بر پایه ذخایر ثابت گاز طبیعی

کشورهابراساس ذخایر گاز طبیعی در سال ۲۰۱۴

این فهرست کشورها بر پایه ذخایر گاز طبیعی، است  که به اثبات رسیده و بر اساس کتاب حقایق جهان سازمان سیا منتشر شده‌ است. 
| رتبه | کشور                  | ذخایر ثابت گاز طبیعی (متر مکعب) | درصد از مجموع | تاریخ                |
| ---- | --------------------- | ------------------------------- | ------------- | -------------------- |
| —    | مجموع جهان            | ۱۸۷٬۳۰۰٬۰۰۰٬۰۰۰٬۰۰۰             | ۱۰۰٪          | 12 June 2013 برآورد  |
| ۱    | روسیه                 | ۴۸٬۸۱۰٬۰۰۰٬۰۰۰٬۰۰۰              | ٪۲۶.۱۶        | 12 June 2013 برآورد  |
| ۲    | ایران                 | ۴۲٬۰۰۰٬۰۰۰٬۰۰۰٬۰۰۰              | ۲۱٫۵٪         | 12 ژوئن ۲۰۲۱ برآورد  |
| ۳    | قطر                   | ۲۵٬۴۷۰٬۰۰۰٬۰۰۰٬۰۰۰              | ۱۳٫۳۹٪        | برآورد ۱ ژانویه ۲۰۱۰ |
| ۴    | ترکمنستان             | ۷٬۵۰۴٬۰۰۰٬۰۰۰٬۰۰۰               | ۳٫۹۵٪         | برآورد ۱ ژانویه ۲۰۱۰ |
| ۵    | عربستان               | ۷٬۴۶۱٬۰۰۰٬۰۰۰٬۰۰۰               | ۳٫۹۲٪         | برآورد ۱ ژانویه ۲۰۱۰ |
| ۶    | آمریکا                | ۶٬۹۲۸٬۰۰۰٬۰۰۰٬۰۰۰               | ۳٫۶۴٪         | برآورد ۱ ژانویه ۲۰۱۰ |
| ۷    | امارات                | ۶٬۰۷۱٬۰۰۰٬۰۰۰٬۰۰۰               | ۳٫۱۹٪         | برآورد ۱ ژانویه ۲۰۱۰ |
| ۸    | نیجریه                | ۵٬۲۴۶٬۰۰۰٬۰۰۰٬۰۰۰               | ۲٫۷۶٪         | برآورد ۱ ژانویه ۲۰۱۰ |
| ۹    | ونزوئلا               | ۴٬۹۸۳٬۰۰۰٬۰۰۰٬۰۰۰               | ۲٫۶۲٪         | برآورد ۱ ژانویه ۲۰۱۰ |
| ۱۰   | الجزایر               | ۴٬۵۰۲٬۰۰۰٬۰۰۰٬۰۰۰               | ۲٫۳۷٪         | برآورد ۱ ژانویه ۲۰۱۰ |
| ۱۱   | عراق                  | ۳٬۱۷۰٬۰۰۰٬۰۰۰٬۰۰۰               | ۱٫۶۷٪         | برآورد ۱ ژانویه ۲۰۱۰ |
| ۱۲   | استرالیا              | ۳٬۱۱۵٬۰۰۰٬۰۰۰٬۰۰۰               | ۱٫۶۴٪         | برآورد ۱ ژانویه ۲۰۱۰ |
| ۱۳   | چین                   | ۳٬۰۳۰٬۰۰۰٬۰۰۰٬۰۰۰               | ۱٫۵۹٪         | برآورد ۱ ژانویه ۲۰۱۰ |
| ۱۴   | اندونزی               | ۳٬۰۰۱٬۰۰۰٬۰۰۰٬۰۰۰               | ۱٫۵۸٪         | برآورد ۱ ژانویه ۲۰۱۰ |
| ۱۵   | قزاقستان              | ۲٬۴۰۷٬۰۰۰٬۰۰۰٬۰۰۰               | ۱٫۲۷٪         | برآورد ۱ ژانویه ۲۰۱۰ |
| ۱۶   | مالزی                 | ۲٬۳۵۰٬۰۰۰٬۰۰۰٬۰۰۰               | ۱٫۲۴٪         | برآورد ۱ ژانویه ۲۰۱۰ |
| ۱۷   | نروژ                  | ۲٬۳۱۳٬۰۰۰٬۰۰۰٬۰۰۰               | ۱٫۲۲٪         | برآورد ۱ ژانویه ۲۰۱۰ |
| —    | اتحادیه اروپا         | ۲٬۲۵۰٬۰۰۰٬۰۰۰٬۰۰۰               | ۱٫۱۸٪         | برآورد ۱ ژانویه ۲۰۱۰ |
| ۱۸   | ازبکستان              | ۱٬۸۴۱٬۰۰۰٬۰۰۰٬۰۰۰               | ۰٫۹۷٪         | برآورد ۱ ژانویه ۲۰۱۰ |
| ۱۹   | کویت                  | ۱٬۷۹۸٬۰۰۰٬۰۰۰٬۰۰۰               | ۰٫۹۵٪         | برآورد ۱ ژانویه ۲۰۱۰ |
| ۲۰   | کانادا                | ۱٬۷۵۴٬۰۰۰٬۰۰۰٬۰۰۰               | ۰٫۹۲٪         | برآورد ۱ ژانویه ۲۰۱۰ |
| ۲۱   | مصر                   | ۱٬۶۵۶٬۰۰۰٬۰۰۰٬۰۰۰               | ۰٫۸۷٪         | برآورد ۱ ژانویه ۲۰۱۰ |
| ۲۲   | لیبی                  | ۱٬۵۳۹٬۰۰۰٬۰۰۰٬۰۰۰               | ۰٫۸۱٪         | برآورد ۱ ژانویه ۲۰۱۰ |
| ۲۳   | هلند                  | ۱٬۴۱۶٬۰۰۰٬۰۰۰٬۰۰۰               | ۰٫۷۴٪         | برآورد ۱ ژانویه ۲۰۱۰ |
| ۲۴   | اوکراین               | ۱٬۱۰۴٬۰۰۰٬۰۰۰٬۰۰۰               | ۰٫۵۸٪         | برآورد ۱ ژانویه ۲۰۱۰ |
| ۲۵   | هند                   | ۱٬۰۷۵٬۰۰۰٬۰۰۰٬۰۰۰               | ۰٫۵۷٪         | برآورد ۱ ژانویه ۲۰۱۰ |
| ۲۶   | آذربایجان             | ۸۴۹٬۵۰۰٬۰۰۰٬۰۰۰                 | ۰٫۴۵٪         | برآورد ۱ ژانویه ۲۰۱۰ |
| ۲۷   | عمان                  | ۸۴۹٬۵۰۰٬۰۰۰٬۰۰۰                 | ۰٫۴۵٪         | برآورد ۱ ژانویه ۲۰۱۰ |
| ۲۸   | پاکستان               | ۸۴۰٬۲۰۰٬۰۰۰٬۰۰۰                 | ۰٫۴۴٪         | برآورد ۱ ژانویه ۲۰۱۰ |
| ۲۹   | بولیوی                | ۷۵۰٬۴۰۰٬۰۰۰٬۰۰۰                 | ۰٫۳۹٪         | برآورد ۱ ژانویه ۲۰۱۰ |
| ۳۰   | ویتنام                | ۶۸۰٬۰۰۰٬۰۰۰٬۰۰۰                 | ۰٫۳۶٪         | برآورد ۱ ژانویه ۲۰۱۰ |
| ۳۱   | یمن                   | ۴۷۸٬۵۰۰٬۰۰۰٬۰۰۰                 | ۰٫۲۵٪         | برآورد ۱ ژانویه ۲۰۱۰ |
| ۳۲   | ترینیداد و توباگو     | ۴۳۶٬۱۰۰٬۰۰۰٬۰۰۰                 | ۰٫۲۳٪         | برآورد ۱ ژانویه ۲۰۱۰ |
| ۳۳   | آرژانتین              | ۳۹۸٬۴۰۰٬۰۰۰٬۰۰۰                 | ۰٫۲۱٪         | برآورد ۱ ژانویه ۲۰۱۰ |
| ۳۴   | برونئی                | ۳۹۰٬۸۰۰٬۰۰۰٬۰۰۰                 | ۰٫۲۱٪         | برآورد ۱ ژانویه ۲۰۱۰ |
| ۳۵   | برزیل                 | ۳۶۴٬۲۰۰٬۰۰۰٬۰۰۰                 | ۰٫۱۹٪         | برآورد ۱ ژانویه ۲۰۱۰ |
| ۳۶   | مکزیک                 | ۳۵۹٬۷۰۰٬۰۰۰٬۰۰۰                 | ۰٫۱۹٪         | برآورد ۱ ژانویه ۲۰۱۰ |
| ۳۷   | تایلند                | ۳۴۲٬۰۰۰٬۰۰۰٬۰۰۰                 | ۰٫۱۸٪         | برآورد ۱ ژانویه ۲۰۱۰ |
| ۳۸   | پرو                   | ۳۳۴٬۱۰۰٬۰۰۰٬۰۰۰                 | ۰٫۱۸٪         | برآورد ۱ ژانویه ۲۰۱۰ |
| ۳۹   | بریتانیا              | ۲۹۲٬۰۰۰٬۰۰۰٬۰۰۰                 | ۰٫۱۵٪         | برآورد ۱ ژانویه ۲۰۱۰ |
| ۴۰   | میانمار               | ۲۸۳٬۲۰۰٬۰۰۰٬۰۰۰                 | ۰٫۱۵٪         | برآورد ۱ ژانویه ۲۰۱۰ |
| ۴۱   | آنگولا                | ۲۷۱٬۸۰۰٬۰۰۰٬۰۰۰                 | ۰٫۱۴٪         | برآورد ۱ ژانویه ۲۰۱۰ |
| ۴۲   | سوریه                 | ۲۴۰٬۷۰۰٬۰۰۰٬۰۰۰                 | ۰٫۱۳٪         | برآورد ۱ ژانویه ۲۰۱۰ |
| ۴۳   | پاپوآ گینه نو         | ۲۲۶٬۵۰۰٬۰۰۰٬۰۰۰                 | ۰٫۱۲٪         | برآورد ۱ ژانویه ۲۰۱۰ |
| ۴۴   | تیمور شرقی            | ۲۰۰٬۰۰۰٬۰۰۰٬۰۰۰                 | ۰٫۱۱٪         | برآورد ۱ ژانویه ۲۰۱۰ |
| ۴۵   | بنگلادش               | ۱۹۵٬۴۰۰٬۰۰۰٬۰۰۰                 | ۰٫۱۰٪         | برآورد ۱ ژانویه ۲۰۱۰ |
| ۴۶   | آلمان                 | ۱۷۵٬۶۰۰٬۰۰۰٬۰۰۰                 | ۰٫۰۹٪         | برآورد ۱ ژانویه ۲۰۱۰ |
| ۴۷   | لهستان                | ۱۶۴٬۸۰۰٬۰۰۰٬۰۰۰                 | ۰٫۰۹٪         | برآورد ۱ ژانویه ۲۰۱۰ |
| ۴۸   | کامرون                | ۱۳۵٬۱۰۰٬۰۰۰٬۰۰۰                 | ۰٫۰۷٪         | برآورد ۱ ژانویه ۲۰۱۰ |
| ۴۹   | موزامبیک              | ۱۲۷٬۴۰۰٬۰۰۰٬۰۰۰                 | ۰٫۰۷٪         | برآورد ۱ ژانویه ۲۰۱۰ |
| ۵۰   | کلمبیا                | ۱۱۲٬۰۰۰٬۰۰۰٬۰۰۰                 | ۰٫۰۶٪         | برآورد ۱ ژانویه ۲۰۱۰ |
| ۵۱   | فیلیپین               | ۱۰۸٬۷۰۰٬۰۰۰٬۰۰۰                 | ۰٫۰۶٪         | برآورد ۱ ژانویه ۲۰۱۰ |
| ۵۲   | شیلی                  | ۹۷٬۹۷۰٬۰۰۰٬۰۰۰                  | ۰٫۰۵٪         | برآورد ۱ ژانویه ۲۰۱۰ |
| ۵۳   | بحرین                 | ۹۲٬۰۳۰٬۰۰۰٬۰۰۰                  | ۰٫۰۵٪         | برآورد ۱ ژانویه ۲۰۱۰ |
| ۵۴   | جمهوری کنگو           | ۹۰٬۶۱۰٬۰۰۰٬۰۰۰                  | ۰٫۰۵٪         | برآورد ۱ ژانویه ۲۰۱۰ |
| ۵۵   | سودان                 | ۸۴٬۹۵۰٬۰۰۰٬۰۰۰                  | ۰٫۰۴٪         | برآورد ۱ ژانویه ۲۰۱۰ |
| ۵۶   | کوبا                  | ۷۰٬۷۹۰٬۰۰۰٬۰۰۰                  | ۰٫۰۴٪         | برآورد ۱ ژانویه ۲۰۱۰ |
| ۵۷   | ایتالیا               | ۶۹٬۸۳۰٬۰۰۰٬۰۰۰                  | ۰٫۰۴٪         | برآورد ۱ ژانویه ۲۰۱۰ |
| ۵۸   | تونس                  | ۶۵٬۱۳۰٬۰۰۰٬۰۰۰                  | ۰٫۰۳٪         | برآورد ۱ ژانویه ۲۰۱۰ |
| ۵۹   | رومانی                | ۶۳٬۰۰۰٬۰۰۰٬۰۰۰                  | ۰٫۰۳٪         | برآورد ۱ ژانویه ۲۰۱۰ |
| ۶۰   | نامیبیا               | ۶۲٬۲۹۰٬۰۰۰٬۰۰۰                  | ۰٫۰۳٪         | برآورد ۱ ژانویه ۲۰۱۰ |
| ۶۱   | دانمارک               | ۶۱٬۳۰۰٬۰۰۰٬۰۰۰                  | ۰٫۰۳٪         | برآورد ۱ ژانویه ۲۰۱۰ |
| ۶۲   | رواندا                | ۵۶٬۶۳۰٬۰۰۰٬۰۰۰                  | ۰٫۰۳٪         | برآورد ۱ ژانویه ۲۰۱۰ |
| ۶۳   | کره جنوبی             | ۵۰٬۰۰۰٬۰۰۰٬۰۰۰                  | ۰٫۰۳٪         | برآورد ۱ ژانویه ۲۰۱۰ |
| ۶۴   | افغانستان             | ۴۹٬۵۵۰٬۰۰۰٬۰۰۰                  | ۰٫۰۳٪         | برآورد ۱ ژانویه ۲۰۱۰ |
| ۶۵   | صربستان               | ۴۸٬۱۴۰٬۰۰۰٬۰۰۰                  | ۰٫۰۳٪         | برآورد ۱ ژانویه ۲۰۱۰ |
| ۶۶   | گینه استوایی          | ۳۶٬۸۱۰٬۰۰۰٬۰۰۰                  | ۰٫۰۲٪         | برآورد ۱ ژانویه ۲۰۱۰ |
| ۶۷   | نیوزیلند              | ۳۳٬۹۸۰٬۰۰۰٬۰۰۰                  | ۰٫۰۲٪         | برآورد ۱ ژانویه ۲۰۱۰ |
| ۶۸   | کرواسی                | ۳۰٬۵۸۰٬۰۰۰٬۰۰۰                  | ۰٫۰۲٪         | برآورد ۱ ژانویه ۲۰۱۰ |
| ۶۹   | اسرائیل               | ۳۰٬۴۴۰٬۰۰۰٬۰۰۰                  | ۰٫۰۲٪         | برآورد ۱ ژانویه ۲۰۱۰ |
| ۷۰   | ساحل عاج              | ۲۸٬۳۲۰٬۰۰۰٬۰۰۰                  | ۰٫۰۱٪         | برآورد ۱ ژانویه ۲۰۱۰ |
| ۷۱   | موریتانی              | ۲۸٬۳۲۰٬۰۰۰٬۰۰۰                  | ۰٫۰۱٪         | برآورد ۱ ژانویه ۲۰۱۰ |
| ۷۲   | گابن                  | ۲۸٬۳۲۰٬۰۰۰٬۰۰۰                  | ۰٫۰۱٪         | برآورد ۱ ژانویه ۲۰۱۰ |
| ۷۳   | اتیوپی                | ۲۴٬۹۲۰٬۰۰۰٬۰۰۰                  | ۰٫۰۱٪         | برآورد ۱ ژانویه ۲۰۱۰ |
| ۷۴   | اتریش                 | ۲۴٬۸۰۰٬۰۰۰٬۰۰۰                  | ۰٫۰۱٪         | برآورد ۱ ژانویه ۲۰۱۰ |
| ۷۵   | غنا                   | ۲۲٬۶۵۰٬۰۰۰٬۰۰۰                  | ۰٫۰۱٪         | برآورد ۱ ژانویه ۲۰۱۰ |
| ۷۶   | ژاپن                  | ۲۰٬۹۰۰٬۰۰۰٬۰۰۰                  | ۰٫۰۱٪         | برآورد ۱ ژانویه ۲۰۱۰ |
| ۷۷   | اسلواکی               | ۱۴٬۱۶۰٬۰۰۰٬۰۰۰                  | ۰٫۰۱٪         | برآورد ۱ ژانویه ۲۰۱۰ |
| ۷۸   | ایرلند                | ۹٬۹۱۱٬۰۰۰٬۰۰۰                   | ۰٫۰۱٪         | برآورد ۱ ژانویه ۲۰۱۰ |
| ۷۹   | گرجستان               | ۸٬۴۹۵٬۰۰۰٬۰۰۰                   | ۰٫۰۰٪         | برآورد ۱ ژانویه ۲۰۱۰ |
| ۸۰   | مجارستان              | ۸٬۰۹۸٬۰۰۰٬۰۰۰                   | ۰٫۰۰٪         | برآورد ۱ ژانویه ۲۰۱۰ |
| ۸۱   | اکوادور               | ۷٬۹۸۵٬۰۰۰٬۰۰۰                   | ۰٫۰۰٪         | برآورد ۱ ژانویه ۲۰۱۰ |
| ۸۲   | فرانسه                | ۷٬۰۷۹٬۰۰۰٬۰۰۰                   | ۰٫۰۰٪         | برآورد ۱ ژانویه ۲۰۱۰ |
| ۸۳   | تانزانیا              | ۶٬۵۱۳٬۰۰۰٬۰۰۰                   | ۰٫۰۰٪         | برآورد ۱ ژانویه ۲۰۱۰ |
| ۸۴   | تایوان                | ۶٬۲۲۹٬۰۰۰٬۰۰۰                   | ۰٫۰۰٪         | برآورد ۱ ژانویه ۲۰۱۰ |
| ۸۵   | ترکیه                 | ۶٬۰۸۸٬۰۰۰٬۰۰۰                   | ۰٫۰۰٪         | برآورد ۱ ژانویه ۲۰۱۰ |
| ۸۶   | اردن                  | ۶٬۰۳۱٬۰۰۰٬۰۰۰                   | ۰٫۰۰٪         | برآورد ۱ ژانویه ۲۰۱۰ |
| ۸۷   | بلغارستان             | ۵٬۶۶۳٬۰۰۰٬۰۰۰                   | ۰٫۰۰٪         | برآورد ۱ ژانویه ۲۰۱۰ |
| ۸۸   | تاجیکستان             | ۵٬۶۶۳٬۰۰۰٬۰۰۰                   | ۰٫۰۰٪         | برآورد ۱ ژانویه ۲۰۱۰ |
| ۸۹   | سومالی                | ۵٬۶۶۳٬۰۰۰٬۰۰۰                   | ۰٫۰۰٪         | برآورد ۱ ژانویه ۲۰۱۰ |
| ۹۰   | قرقیزستان             | ۵٬۶۶۳٬۰۰۰٬۰۰۰                   | ۰٫۰۰٪         | برآورد ۱ ژانویه ۲۰۱۰ |
| ۹۱   | چک                    | ۳٬۰۷۲٬۰۰۰٬۰۰۰                   | ۰٫۰۰٪         | برآورد ۱ ژانویه ۲۰۱۰ |
| ۹۲   | گواتمالا              | ۲٬۹۶۰٬۰۰۰٬۰۰۰                   | ۰٫۰۰٪         | برآورد ۱ ژانویه ۲۰۱۰ |
| ۹۳   | بلاروس                | ۲٬۸۳۲٬۰۰۰٬۰۰۰                   | ۰٫۰۰٪         | برآورد ۱ ژانویه ۲۰۱۰ |
| ۹۴   | اسپانیا               | ۲٬۵۴۸٬۰۰۰٬۰۰۰                   | ۰٫۰۰٪         | برآورد ۱ ژانویه ۲۰۱۰ |
| ۹۵   | مراکش                 | ۱٬۵۰۱٬۰۰۰٬۰۰۰                   | ۰٫۰۰٪         | برآورد ۱ ژانویه ۲۰۱۰ |
| ۹۶   | بنین                  | ۱٬۱۳۳٬۰۰۰٬۰۰۰                   | ۰٫۰۰٪         | برآورد ۱ ژانویه ۲۰۱۰ |
| ۹۷   | جمهوری دموکراتیک کنگو | ۹۹۱٬۱۰۰٬۰۰۰                     | ۰٫۰۰٪         | برآورد ۱ ژانویه ۲۰۱۰ |
| ۹۸   | یونان                 | ۹۹۱٬۱۰۰٬۰۰۰                     | ۰٫۰۰٪         | برآورد ۱ ژانویه ۲۰۱۰ |
| ۹۹   | آلبانی                | ۸۴۹٬۵۰۰٬۰۰۰                     | ۰٫۰۰٪         | برآورد ۱ ژانویه ۲۰۱۰ |
| ۱۰۰  | بارباروس              | ۱۱۳٬۳۰۰٬۰۰۰                     | ۰٫۰۰٪         | برآورد ۱ ژانویه ۲۰۱۰ |
| ۱۰۱  | آفریقای جنوبی         | ۲۷٬۱۶۰٬۰۰۰                      | ۰٫۰۰٪         | برآورد ۱ ژانویه ۲۰۰۶ |
| ۱۰۲  | ماکائو                | ۳۰۰٬۰۰۰                         | ۰٫۰۰٪         | برآورد ۱ ژانویه ۲۰۰۸ |